# Wiesława Ryłko
Wiesława Ryłko (ur. 7 czerwca 1957 we Wrocławiu) – polska hokeistka na trawie, olimpijka z Moskwy 1980.
Zawodniczka grająca na pozycji rozgrywającego pomocnika. Jako zawodniczka klubu KKS Polonia Wrocław zdobyła tytuł mistrza Polski w hali w latach 1972-1975. Jako zawodniczka Polaru Wrocław zdobyła w latach 1979-1982 tytuł mistrza Polski na otwartym boisku jak i w hali.
W reprezentacji Polski w latach 1977-1981 rozegrała 22 spotkania.
Brała udział w igrzyskach olimpijskich w Moskwie w których Polska drużyna zajęła 6. miejsce.